# 遠藤雅古
遠藤 雅古（えんどう まさひさ、1933年2月15日 - 1999年4月10日）は、日本の指揮者。

## 人物
東京都出身。1956年、東京藝術大学声楽科を卒業後、東京藝術大学大学院指揮研究科に進み、1960年大学院前期博士課程修了、1962年東京藝術大学専攻科修了。指揮法を山田一雄、渡辺暁雄に師事。また、1982年～1983年、文化庁派遣芸術家在外研修員としてミュンヘンに派遣され、セルジュ・チェリビダッケの下で研鑽を積んだ｡
群馬交響楽団指揮者、札幌交響楽団副指揮者、東京音楽大学講師を経て､1963年東京藝術大学指揮科助教授､1997年東京藝術大学指揮科教授に就任、後進の育成にあたったが、1999年に死去｡

## 門下生
- 大野和士
- 現田茂夫
- 井﨑正浩
- 和田朋樹
- 森口真司